# سیارک ۳۹۵۷
سیارک ۳۹۵۷ (به انگلیسی: 3957 Sugie، نامگذاری:1933OD) سه هزار و نهصد و پنجاه و هفتمین سیارک کشف شده‌است که در ۲۴ ژوئیه ۱۹۳۳ و در هایدلبرگ کشف شد.
قدر مطلق سیارک برابر ۱۲٫۵۰ است.